# Armadillidium decipiens
Armadillidium decipiens är en kräftdjursart som beskrevs av Brandt 1833. Armadillidium decipiens ingår i släktet Armadillidium och familjen klotgråsuggor. Inga underarter finns listade i Catalogue of Life.